# Zimowe Mistrzostwa Polski Seniorów i Młodzieżowców w Pływaniu 2012
Zimowe Mistrzostwa Polski Seniorów i Młodzieżowców w Pływaniu 2012 zostały rozegrane w dniach 19–22 grudnia 2012 roku w Ostrowcu Świętokrzyskim na basenie 25-metrowym.

## Mężczyźni
| Konkurencja:        | 1. miejsce | Rezultat | 2. miejsce | Rezultat | 3. miejsce | Rezultat |
| Styl dowolny        | |          | |          | |          |
| Mężczyźni 50 m      | Konrad Czerniak Wisła Puławy                                                                                               | 21.35    | Filip Wypych Trójka Łódź                                                                                                   | 22.03    | Kacper Majchrzak Warta Poznań                                                                                             | 22.04    |
| Mężczyźni 100 m     | Konrad Czerniak Wisła Puławy                                                                                               | 47.05    | Kacper Majchrzak Warta Poznań                                                                                              | 48.10    | Dawid Zieliński MKP Szczecin                                                                                              | 48.38    |
| Mężczyźni 200 m     | Jan Świtkowski Skarpa Lublin                                                                                               | 1:45.69  | Kacper Majchrzak Warta Poznań                                                                                              | 1:46.59  | Dawid Zieliński MKP Szczecin                                                                                              | 1:46.72  |
| Mężczyźni 400 m     | Filip Zaborowski MKP Szczecin                                                                                              | 3:44.69  | Marcin Kaczmarski KS KSZO Ostrowiec Świętokrzyski                                                                          | 3:45.62  | Filip Bujoczek WKS Śląsk Wrocław                                                                                          | 3:46.97  |
| Mężczyźni 800 m     | Marcin Kaczmarski KS KSZO Ostrowiec Świętokrzyski                                                                          | 7:45.16  | Filip Zaborowski MKP Szczecin                                                                                              | 7:46.26  | Paweł Furtek MKP Szczecin                                                                                                 | 7:48.25  |
| Mężczyźni 1500 m    | Mateusz Sawrymowicz MKP Szczecin                                                                                           | 14:41.24 | Filip Zaborowski MKP Szczecin                                                                                              | 14:56.63 | Paweł Furtek MKP Szczecin                                                                                                 | 14:57.65 |
| Styl grzbietowy     | |          | |          | |          |
| Mężczyźni 50 m      | Radosław Kawęcki KS Korner Zielona Góra                                                                                    | 24.01    | Tomasz Polewka Ruch Grudziądz                                                                                              | 24.17    | Krzysztof Jankiewicz Nawa Skierniewice                                                                                    | 24.71    |
| Mężczyźni 100 m     | Krzysztof Jankiewicz Nawa Skierniewice                                                                                     | 52.73    | Tomasz Polewka Ruch Grudziądz                                                                                              | 53.17    | Mateusz Wysoczyski Jordan Kraków                                                                                          | 53.56    |
| Mężczyźni 200 m     | Radosław Kawęcki KS Korner Zielona Góra                                                                                    | 1:52.12  | Krzysztof Jankiewicz Nawa Skierniewice                                                                                     | 1:55.66  | Daniel Świetlicki PZP | 1:48.86  |
| Styl klasyczny      | |          | |          | |          |
| Mężczyźni 50 m      | Piotr Puciło AZS UWM Olsztyn                                                                                               | 27.02    | Michał Zawadka Ursynów Warszawa                                                                                            | 27.22    | Piotr Jachowicz AZS AGH Kraków                                                                                            | 27.46    |
| Mężczyźni 100 m     | Piotr Puciło AZS UWM Olsztyn                                                                                               | 59.86    | Dawid Szulich Delfin Legionowo                                                                                             | 1:00.09  | Filip Rowiński AZS AWF Warszawa                                                                                           | 1:00.60  |
| Mężczyźni 200 m     | Maciej Certa AZS AWF Warszawa                                                                                              | 2:10.61  | Dawid Szulich Delfin Legionowo                                                                                             | 2:10.85  | Mateusz Pacholczyk Kormoran Olsztyn                                                                                       | 2:11.57  |
| Styl motylkowy      | |          | |          | |          |
| Mężczyźni 50 m      | Konrad Czerniak Wisła Puławy                                                                                               | 23.20    | Mateusz Zawada AZS AWFiS Gdańsk                                                                                            | 23.59    | Michał Poprawa AZS AWF Katowice                                                                                           | 23.72    |
| Mężczyźni 100 m     | Michał Poprawa AZS AWF Katowice                                                                                            | 51.90    | Oskar Krupecki MKP Szczecin                                                                                                | 52.21    | Marcin Tarczyński Kapry Pruszków                                                                                          | 52.41    |
| Mężczyźni 200 m     | Michał Poprawa AZS AWF Katowice                                                                                            | 1:55.18  | Oskar Krupecki MKP Szczecin                                                                                                | 1:57.70  | Marcin Paszek AZS AWF Warszawa                                                                                            | 1:58.45  |
| Styl zmienny        | |          | |          | |          |
| Mężczyźni 100 m     | Marcin Tarczyński Kapry Pruszków                                                                                           | 53.85    | Filip Wypych Trójka Łódź                                                                                                   | 54.75    | Paweł Korzeniowski AZS AWF Warszawa                                                                                       | 55.05    |
| Mężczyźni 200 m     | Marcin Tarczyński Kapry Pruszków                                                                                           | 1:56.98  | Jan Świtkowski Skarpa Lublin                                                                                               | 1:57.29  | Michał Poprawa AZS AWF Katowice                                                                                           | 1:57.65  |
| Mężczyźni 400 m     | Jan Świtkowski Skarpa Lublin                                                                                               | 4:12.91  | Karol Zaczyński AZS AWF Katowice                                                                                           | 4:15.20  | Adam Dubiel Lublinianka Lublin                                                                                            | 4:18.03  |
| Styl dowolny        | |          | |          | |          |
| Mężczyźni 4 x 100 m | AZS AWF Warszawa I Paweł Korzeniowski (49.89) Maciej Certa (50.43) Paweł Pulwin (50.25) Jakub Pasula (48.19)               | 3:18.76  | AZS AWF Katowice I Karol Zaczyński (50.57) Michał Poprawa (48.26) Mateusz Żymańczyk (50.38) Krzysztof Wilk(50.10)          | 3:19.31  | WKS Śląsk Wrocław I Filip Bujoczek (49.73) Jacek Sokulski (50.61) Sebastian Towarek (50.16) Maciej Kuświk (51.10)         | 3:21.60  |
| Mężczyźni 4 x 200 m | MKP Szczecin Filip Zaborowski (1:47.97) Paweł Furtek (1:49.46) Oskar Krupecki (1:50.14) Dawid Zieliński (1:47.56)          | 7:15.13  | WKS Śląsk Wrocław I Maciej Zoniuk (1:50.27) Michał Szuba (1:48.11) Bartłomiej Kubkowski (1:50.11) Filip Bujoczek (1:47.59) | 7:16.08  | AZS AWF Katowice I Karol Zaczyński (1:48.96) Mateusz Wieteska (1:51.10) Krzysztof Wilk (1:50.75) Michał Poprawa (1:46.22) | 7:17.03  |
| Styl zmienny        | |          | |          | |          |
| Mężczyźni 4 x 50 m  | AZS AWF Warszawa I Miłosz Mikicin (25.04) Filip Rowiński (27.76) Paweł Korzeniowski (23.52) Jakub Pasula (21.45)           | 1:37.77  | KS Korner Zielona Góra Radosław Kawęcki (24.32) Mateusz Kołodziejski (27.52) Szymon Golczyk (24.03) Radosław Bor (22.63)   | 1:38.50  | Trójka Łódź Maksymilian Zgierski (25.48) Filip Wypych (27.23) Marcin Babuchowski (23.48) Kamil Sobczyk (22.67)            | 1:38.86  |
| Mężczyźni 4 x 100 m | KS Korner Zielona Góra Radosław Kawęcki (51.25) Mateusz Kołodziejski (1:01.33) Szymon Golczyk (53.46) Radosław Bor (49.31) | 3:35.35  | AZS AWF Warszawa I Miłosz Mikicin (55.07) Filip Rowiński (1:00.35) Paweł Korzeniowski (52.65) Jakub Pasula (48.34)         | 3:36.41  | MKP Szczecin Aleksander Danielewski (54.71) Marcin Hulbój (1:02.44) Oskar Krupecki (52.12) Dawid Zieliński (48.58)        | 3:37.85  |

## Kobiety
| Konkurencja:      | 1. miejsce | Rezultat | 2. miejsce | Rezultat | 3. miejsce | Rezultat |
| Styl dowolny      | |          | |          | |          |
| Kobiety 50 m      | Aleksandra Urbańczyk Trójka Łódź                                                                                             | 24.57    | Anna Kawecka AZS AGH Kraków                                                                                                 | 25.74    | Paulina Żelazna WKS Śląsk Wrocław                                                                                          | 25.82    |
| Kobiety 100 m     | Alicja Tchórz Juvenia Wrocław                                                                                                | 54.66    | Paulina Żelazna WKS Śląsk Wrocław                                                                                           | 55.55    | Katarzyna Ptasińska AZS AWF Warszawa                                                                                       | 56.30    |
| Kobiety 200 m     | Alicja Tchórz Juvenia Wrocław                                                                                                | 1:58.99  | Justyna Burska Piątka Konstantynów                                                                                          | 2:00.03  | Wioletta Orczykowska KS Limanowa-Swim                                                                                      | 201.79   |
| Kobiety 400 m     | Donata Kilijańska KS KSZO Ostrowiec Świętokrzyski                                                                            | 4:08.41  | Justyna Burska Piątka Konstantynów                                                                                          | 4:11.57  | Joanna Zachoszcz AZS UWM Olsztyn                                                                                           | 4:11.85  |
| Kobiety 800 m     | Donata Kilijańska KS KSZO Ostrowiec Świętokrzyski                                                                            | 8:31.75  | Justyna Burska Piątka Konstantynów                                                                                          | 8:36.67  | Joanna Zachoszcz AZS UWM Olsztyn                                                                                           | 8:38.20  |
| Kobiety 1500 m    | Donata Kilijańska KS KSZO Ostrowiec Świętokrzyski                                                                            | 16:22.75 | Justyna Burska Piątka Konstantynów                                                                                          | 16:32.07 | Joanna Zachoszcz AZS UWM Olsztyn                                                                                           | 16:35.58 |
| Styl grzbietowy   | |          | |          | |          |
| Kobiety 50 m      | Aleksandra Urbańczyk Trójka Łódź                                                                                             | 26.58    | Klaudia Naziębło Juvenia Wrocław                                                                                            | 27.68    | Maja Zawiszewska WKS Śląsk Wrocław                                                                                         | 27.72    |
| Kobiety 100 m     | Klaudia Naziębło Juvenia Wrocław                                                                                             | 1:00.26  | Maja Zawiszewska WKS Śląsk Wrocław                                                                                          | 1:00.30  | Katarzyna Górniak UKP Unia Oświęcim                                                                                        | 1:01.18  |
| Kobiety 200 m     | Ludwika Szynal Skarpa Lublin                                                                                                 | 2:10.13  | Maja Zawiszewska WKS Śląsk Wrocław                                                                                          | 2:13.37  | Joanna Cieślak Warta Poznań                                                                                                | 2:13.55  |
| Styl klasyczny    | |          | |          | |          |
| Kobiety 50 m      | Dominika Sztandera Juvenia Wrocław                                                                                           | 31.45    | Zuzanna Chwadeczko Lublinianka Lublin                                                                                       | 31.78    | Weronika Paluszek WKS Śląsk Wrocław                                                                                        | 31.98    |
| Kobiety 100 m     | Paulina Zachoszcz MKP Szczecin                                                                                               | 1:08.09  | Weronika Paluszek WKS Śląsk Wrocław                                                                                         | 1:08.90  | Dominika Sztandera Juvenia Wrocław                                                                                         | 1:09.82  |
| Kobiety 200 m     | Weronika Paluszek WKS Śląsk Wrocław                                                                                          | 2:24.83  | Paulina Zachoszcz MKP Szczecin                                                                                              | 2:27.34  | Kinga Cichowska MKP Słowianka Gorzów Wielkopolski                                                                          | 2:30.03  |
| Styl motylkowy    | |          | |          | |          |
| Kobiety 50 m      | Anna Dowgiert WKS Śląsk Wrocław                                                                                              | 26.34    | Paulina Żelazna WKS Śląsk Wrocław                                                                                           | 27.39    | Maja Zawiszewska WKS Śląsk Wrocław                                                                                         | 27.52    |
| Kobiety 100 m     | Alicja Tchórz Juvenia Wrocław                                                                                                | 59.36    | Anna Dowgiert WKS Śląsk Wrocław                                                                                             | 59.66    | Marcelina Radlińska AZS AGH Kraków                                                                                         | 59.93    |
| Kobiety 200 m     | Marcelina Radlińska AZS AGH Kraków                                                                                           | 2:11.20  | Paulina Sikora AZS AWF Warszawa                                                                                             | 2:11.35  | Alicja Tchórz Juvenia Wrocław                                                                                              | 2:13.76  |
| Styl zmienny      | |          | |          | |          |
| Kobiety 100 m     | Aleksandra Urbańczyk Trójka Łódź                                                                                             | 1:00.26  | Alicja Tchórz Juvenia Wrocław                                                                                               | 1:01.09  | Zuzanna Chwadeczko Lublinianka Lublin                                                                                      | 1:02.43  |
| Kobiety 200 m     | Alicja Tchórz Juvenia Wrocław                                                                                                | 2:12.07  | Karolina Szczepaniak AZS AWF Katowice                                                                                       | 2:13.15  | Zuzanna Chwadeczko Lublinianka Lublin                                                                                      | 2:15.51  |
| Kobiety 400 m     | Zuzanna Chwadeczko Lublinianka Lublin                                                                                        | 4:43.91  | Jowita Sieńczyk Żak Biała Podlaska                                                                                          | 4:47.60  | Katarzyna Szpucha Olimpijczyk Aleksandrów                                                                                  | 4:49.93  |
| Styl dowolny      | |          | |          | |          |
| Kobiety 4 x 100 m | WKS Śląsk Wrocław Anna Dowgiert (46.28) Maja Zawiszewska (58.04) Iga Haraf (58.14) Paulina Żelazna (55.33)                   | 3:47.79  | Juvenia Wrocław Alicja Tchórz (55.32) Klaudia Naziębło (55.89) Beata Pożarowszczyk (58.92) Paulina Kłopocka (58.33)         | 3:48.44  | UKP Unia Oświęcim Joanna Janiczek (57.46) Alicja Ulatowska (57.35) Kamila Kunka (57.34) Katarzyna Górniak (56.38)          | 3:48.53  |
| Kobiety 4 x 200 m | AZS AWF Warszawa Katarzyna Ptasińska (2:04.07) Karolina Urbańska (2:04.84) Agata Kowalska (2:04.15) Paulina Sikora (2:03.14) | 8:16.20  | Juvenia Wrocław Alicja Tchórz (2:00.03) Klaudia Naziębło (2:02.49) Beata Pożarowszczyk (2:06.79) Paulina Kłopocka (2:07.15) | 8:16.73  | AZS AGH Kraków Anna Kawecka (2:05.23) Marcelina Radlińska (2:03.16) Jagoda Piechocka (2:06.98) Natalia Pawlaczek (2:03.38) | 8:18.75  |
| Styl zmienny      | |          | |          | |          |
| Kobiety 4 x 50 m  | WKS Śląsk Wrocław Maja Zawiszewska (27.78) Weronika Paluszek (31.48) Anna Dowgiert (25.63) Paulina Żelazna (25.02)           | 1:49.91  | Juvenia Wrocław Klaudia Naziębło (27.81) Dominika Sztandera (31.87) Paulina Kłopocka (28.72) Alicja Tchórz (25.00)          | 1:53.40  | UKP Unia Oświęcim Katarzyna Górniak (28.53) Marlena Dudek (32.73) Joanna Janiczek (27.01) Alicja Ulatowska (25.87)         | 1:54.14  |
| Kobiety 4 x 100 m | WKS Śląsk Wrocław Maja Zawiszewska (1:00.42) Weronika Paluszek (1:08.09) Anna Dowgiert (59.79) Paulina Żelazna (55.35)       | 4:03.65  | Juvenia Wrocław Klaudia Naziębło (1:00.22) Dominika Sztandera(1:10.87) Alicja Tchórz (59.24) Paulina Kłopocka (58.90)       | 4:09.23  | UKP Unia Oświęcim Katarzyna Górniak (1:02.41) Marlena Dudek(1:11.73) Joanna Janiczek (1:01.12) Alicja Ulatowska (57.20)    | 4:12.46  |